# Serra (Misterbianco)
Serra (Sèrra in dialetto catanese) è una frazione di Misterbianco, comune italiano della Città metropolitana di Catania.

## Geografia fisica
Serra è una frazione situata nella parte orientale del territorio del Comune di Misterbianco. Confina a nord con la località Madonna degli Ammalati, ad ovest con il Centro urbano di Misterbianco, ad est con Poggio del Lupo, a sud con Casa Landolina e Lineri.
Il suo territorio si sviluppa per tutto il tratto occidentale della SP12/I, che collega San Giovanni Galermo con Misterbianco. Esso si suddivide in Serra Superiore e Serra Inferiore, quest'ultima detta anche Serra Lineri, per la vicinanza con la frazione di Lineri, e comprende le contrade Serra e Piano del Lupo.

## Storia
Il popolamento delle contrade misterbianchesi di Serra e di Piano del Lupo, si verificò a partire dagli anni ottanta del XX secolo, e fu dovuto ad una disordinata espansione urbanistica che interessò all'epoca ampie zone di Misterbianco, che in assenza di un Piano regolatore generale comunale favorì il fenomeno dell'abusivismo edilizio, dando così origine a nuovi centri abitati periferici, poi divenute frazioni, tra cui la stessa Serra.
Assieme alla frazione Poggio del Lupo, nel 2015 costituiva un nucleo abitato di 8.350 unità.

## Cultura

### Istruzione
Nella frazione sorge un istituto scolastico di istruzione primaria.

## Monumenti e luoghi d'interesse
A Serra inferiore sorge un luogo di culto cattolico, la Chiesa di San Carlo Borromeo, ubicata in Via Piano del Lupo, costruita nei primi anni novanta e completata nel 1997. La scelta del culto di questo santo la si è dovuta nel 1994 per onorare la visita a Catania di papa Giovanni Paolo II, avvenuta in quell'anno. 
In Via Calabria, nella zona medesima, sorge anche una chiesa di culto evangelico pentecostale.

## Economia
A Serra superiore sono presenti attività commerciali, in particolare nella parte superiore.

## Infrastrutture e trasporti
La frazione di Serra superiore è servita da un servizio gratuito di minibus di linea urbana che la collega con il centro di Misterbianco, offerto dal comune etneo ai cittadini.